# مخاض كاذب
المخاض الكاذب أو ما يعرف بتقلصات براكستون هكس هي تقلصات رحمية حميدة تحدث بشكل تلقائي وغير منتظم عند معظم النساء الحوامل، ابتداءا من الأسبوع السادس من الحمل. وغالبا ما يزداد الشعور بها في الأثلوث الثالث من الحمل . تحمل هذه التقلصات اسم الطبيب الإنكليزي جون براكستون هيكس والذي كان أول من وصفها عام 1872.

## الأعراض والعلامات
1. انقباضات وآلام رحمة طفيفة غير منتظمة الحدوث.
2. عند الفحص المهبلي يكون عنق الرحم مغلق وغير متسطح.[1]

## الأسباب
يعتقد أن هذه الانقباضات سببها هو استعداد الرحم لمرحلة الولادة. ولكن بما أنه ليست جميع النساء الحوامل يشعرن بهذه الانقباضات، لذا ليس من المؤكد أن تكون جزءا من عملية المخاض المؤدية إلى الولادة.